# Sara Berenguer Laosa
Sara Berenguer Laosa (Barcelona, 1 de enero de 1919 - Montadin, 8 de junio de 2010) fue una militante anarcosindicalista y feminista libertaria catalana, activa en el movimiento de las Mujeres Libres.

## Juventud
Nació en una modesta familia de clase trabajadora. Su padre era albañil y activista libertario. Dejó la escuela a los 12 años, y a los trece empezó a trabajar en una carnicería, pero se rebeló debido a la explotación y el machismo, y fue posteriormente despedida de otros trabajos.  Trabajó de costurera en una fábrica y, después, continuó siéndolo por su cuenta hasta julio de 1936. Cuando estalló la guerra civil española tenía 16 años. Su padre murió luchando en el frente.
Ella participó en el Comité revolucionario del barrio de Les Corts hasta junio de 1937, en el Comité revolucionario del sindicato de la madera junto a Antonio Santamaria, para quien hizo tareas de mecanógrafa y contabilidad. Así un día fue nombrada responsable de la distribución de las armas.
Paralelamente, ejerció cargos de responsabilidad en el comité local de la Federación Ibérica de Juventudes Libertarias (FIJL) y en el secretariado del Ateneo Libertario donde ejerció de maestra de niños de la calle. Conoció a Sol Ferrer, la hija de Francesc Ferrer y Guardia, de quién aprendió francés.
Durante los hechos de mayo de 1937 participó en los enfrentamientos armados contra las fuerzas leales a la legalidad republicana apoyadas también por los comunistas, defendiendo el Casal (casa de las mujeres obreras) dirigido por la militante libertaria Amparo Poch y Gascón. A comienzo de 1937 fue nombrada miembro del comité central de la Solidaridad Internacional Antifascista (SIA) con Ángel Aransaez e hizo numerosas visitas al frente.
En octubre de 1938 se unió al movimiento Mujeres Libres y ocupó el secretariado regional de la asociación. Luchó contra la ignorancia y se implicó en "educar social y culturalmente las mujeres para que pudieran construir y defenderse a sí mismas como seres humanos libres y conscientes".

## Exilio y resistencia
En enero del 1939, durante la Retirada, el éxodo en Francia, continuó su trabajo de SIA en Perpiñán y Besiers, donde trató de rescatar los prisioneros de los campos, incluyendo a su compañero Jesús Guillén Bertolín.
Durante la ocupación nazi fue miembro del grupo de la CNT de Bram y sirvió de enlace con la Resistencia francesa en el Aude, Arieja, Hérault y el alta Garona. Después de la Liberación, con su compañero Jesús, continuó su trabajo en la CNT en el exilio. El año 1947 fue responsable de los cursos de taquigrafía organizados por la CNT para los refugiados y participó activamente en los grupos de teatro organizados por el movimiento libertario. Mantuvo contactos estrechos con grupos de activistas anarquistas, incluyendo a Octavio Alberola Suriñach y Cipriano Mera. En 1965, participó en las actividades de grupo, que publicó el diario Frente Libertario.
De 1972 a 1976 retomó junto con Suceso Portales la redacción y publicación de la revista Mujeres Libres (47 números de 1964 a 1976).

## De toda la vida
Su casa, cerca de Besiers, sigue siendo un lugar de encuentro de los libertarios. Fue allá donde se rodó gran parte de la película De toda la vida en 1986, con Pepita Carpeña, Dolors Prat, Frederica Montseny, Suceso Portales, Mercè Comaposada y Guillén y Conxa Pérez.

## Obras
- Entre el sol y la tormenta, Barcelona, Seuba, 1988, OCLC 462218486 462218486.
- Femmes d’Espagne en lutte, le courage anonyme au quotidien de la guerre civile à l’exil, Atelier de création libertaire, 2011, OCLC 780276113 780276113, notice éditeur.

Poesías
- Cardos y flores silvestres, 1982.
- Jardiín de Esencias, 1982,
- El lenguaje de las flores, Barcelona, Amarantos, 1992, OCLC 81489318 81489318.
- Sentiments, (en catalán) Vic Emboscall, 2004, OCLC 433333110 433333110.

Obras colectivas
- Con Laura Ruiz, Free women («Mujeres Libres») : voices and memories for a libertarian future, Rótterdam, Boston, Sense, 2011, (en inglés) OCLC 668182876 668182876.

## Filmografía
- Lisa Berger, Carol Mazer, De toda la vida, 55 minutos, 1986, con la participación de Sara Berenguer, Pepita Carpeña, Dolors Prat, Federica Montseny, Suceso Portales, Mercè Comaposada y Guillén y Conxa Pérez, OCLC 434792621 434792621, voir en ligne.[2]
- El film Libertarias, realizado por Vicente Aranda en 1996, trata de las mujeres que militaron en el seno de la organización Mujeres Libres. Los personajes fueron protagonizados por las actrices Ana Belén, Victoria Abril y Ariadna Gil.

## Noticias
- Dictionnaire international des militants anarchistes: Biografía.
- El Éphéméride anarchiste: Biografía.
- RA.fórum : notice.
- Estrella Negra : Biografía (catalán).